# پریمیر پرکاشن
پریمیر موزیک اینترنشنال ال‌تی‌دی. (به انگلیسی: Premier Music International Limited) یک شرکت انگلیسی تولیدکننده تجهیزات موسیقی است که در کیبوورث مستقر است. این شرکت که در سال ۱۹۲۲ تأسیس شد و در حال حاضر درام، چوبک طبل و لوازم جانبی تولید می‌کند.